# Litobolus hanevavus
Litobolus hanevavus är en mångfotingart som beskrevs av Chamberlin 1947. Litobolus hanevavus ingår i släktet Litobolus och familjen Trigoniulidae. Inga underarter finns listade i Catalogue of Life.